# Xã Jefferson, Quận Bremer, Iowa
Xã Jefferson (tiếng Anh: Jefferson Township) là một xã thuộc quận Bremer, tiểu bang Iowa, Hoa Kỳ. Năm 2010, dân số của xã này là 3.148 người.